# Ronde van Frankrijk 2015

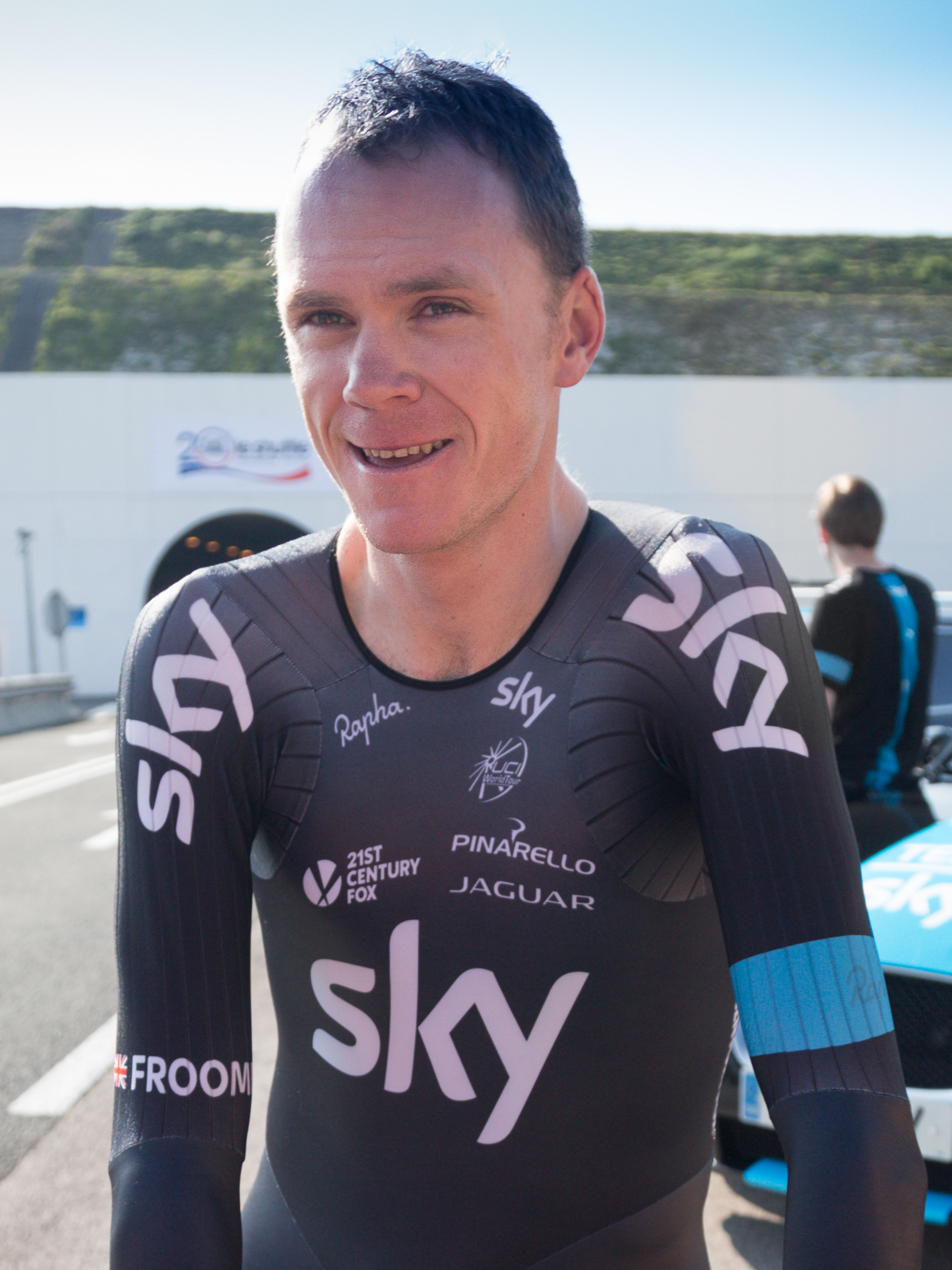
Winnaar Chris Froome

De 102de editie van de Ronde van Frankrijk werd van 4 tot en met 26 juli 2015 verreden. De Tour ging van start in de Nederlandse stad Utrecht en eindigde traditiegetrouw in Parijs.
Het was de zesde keer dat de Ronde van Frankrijk van start ging in Nederland. In 1954 startte de Ronde in Amsterdam, in 1973 in Scheveningen, in 1978 in Leiden, in 1996 was 's-Hertogenbosch het vertrekpunt en in 2010 was de Grand Départ in Rotterdam.

## Voorafgaande ontwikkelingen
De gemeente Utrecht had eerder al geprobeerd de Tourstart van 2010 binnen te halen, maar was toen overtroefd door Rotterdam. Op 8 november 2013 maakte de Société du Tour de France bekend dat de stad in 2015 alsnog aan de beurt zou zijn. Op 28 november 2013 volgden persconferenties in Parijs en vervolgens in Utrecht met meer gedetailleerde informatie over de start in 2015. Op 24 mei 2014 volgde het bericht dat de tweede etappe zou eindigen op het kunstmatige eiland Neeltje Jans in Zeeland. Het volledige routeschema werd in oktober 2014 onthuld. 
De organisatie van tourstart in Nederland ontving een subsidie van € 2.500.000 van het Ministerie van VWS, in het kader van de subsidieregeling van topsportevenementen.
De ploegen Bretagne-Séché Environnement, Cofidis Solutions Crédits, Team Europcar, Bora-Argon 18 en MTN-Qhubeka kregen op 14 januari 2015 een wildcard voor de koers.

## Parcours
De Grand Départ vond plaats in de stad Utrecht, met een rit tegen de klok van 14 km. Dit was meteen ook de enige individuele tijdrit van deze Ronde, die dus meer dan ooit in de bergetappes beslist zou gaan worden. Op dag 2, de eerste rit in lijn arriveerde het peloton, via Rotterdam, in de provincie Zeeland. Op Neeltje Jans werd gesprint voor de overwinning en de eerste groene trui. De derde rit was volledig Belgisch, met hellingen uit de Waalse Pijl. De start was in Antwerpen en de finish boven op de Muur van Hoei waar de Tour nooit eerder halt hield. De vierde rit ging van Seraing naar het Franse Cambrai. Een rit die in verband met de kasseistroken onrustig was, bovendien was deze rit de langste van deze Tour. Net als in 2014 keerde de Tour terug naar Arras met een vlakke rit naar Amiens. De volgende rit verbond Abbeville en Le Havre, met een vrij lastige finale heuvelop. De 7e dag, ontving Livarot de renners in een vlakke etappe, bestemd voor de sprinters. De achtste rit bracht de renners naar de Mûr-de-Bretagne via de noorderkant vanuit Menehiez, die voor het eerst beklommen werd in 2011. Op de zondag voor de rustdag in Pau werd een ploegentijdrit afgewerkt tussen Vannes en Plumelec.
Na de eerste rustdag in Pau volgden drie etappes in de Pyreneeën. De eerste was tussen Tarbes en het skistation Col de la Pierre Saint-Martin, een nieuwe aankomst. Het peloton keerde de volgende dag terug naar Pau en zette koers richting de stad Cauterets met onderweg de col d'Aspin en de legendarische Tourmalet. De aankomst lag op een klein klimmetje dat niet meetelde voor het bergklassement. Tot slot, de laatste Pyreneeënrit tussen Lannemezan en Plateau de Beille, na een passage langs de Portet d'Aspet (ter ere van Fabio Casartelli die hier twintig jaar eerder het leven liet) en de Port de Lers volgde de lastige slotbeklimming. Daarna kwam een vlakke rit tussen Muret en Rodez. De rit daarna was er weer een voor de meer klimmende types, Met passages rond het viaduct van Millau en langs de Gorges du Tarn. De aankomst was in Mende, op het vliegveld waar Laurent Jalabert twee decennia eerder won. Na een sprintersrit in Valence kregen de aanvallers opnieuw kansen tussen Bourg-de-Péage en Gap. Daarna rustten de renners een dag in Gap.
Na de tweede rustdag begon een pittige slotweek in de Alpen. De 17de etappe ging van Digne-les-Bains naar Pra Loup. De volgende dag kwam peloton aan in Saint-Jean-de-Maurienne na de Col du Glandon en de nooit eerder beklommen Lacets de Montvernier. Vanuit St.-Jean-de-Maurienne volgde een zeer korte rit maar met veel hoogteverschillen: de Chaussy, de Col de la Croix-de-Fer, de col du Mollard en de finish in het skistation van La Toussuire. De laatste Alpenrit was de koninginnenrit naar de gevreesde Alpe d'Huez, met onderweg nogmaals de Col de la Croix-de-Fer en de slotbeklimming naar L'Alpe d'Huez. Deze etappe zou aanvankelijk onderweg over de Galibier gaan, maar een aardverschuiving in het voorjaar maakte dit onmogelijk. Dit zorgde voor het unicum dat gedurende drie etappes op rij de Ronde van Frankrijk over twee gemeentes (Saint-Colomban-des-Villards en Saint-Jean-de-Maurienne) reed. Op zondag 26 juli was er de afsluiter naar Parijs met vertrek vanuit Sèvres.

## Favorieten
Waar in de voorgaande jaren één of twee rijders als grote favorieten golden, waren er dit keer vier waarvan de kansen duidelijk groter werden ingeschat dan van de rest van het peloton: Oud-Tourwinnaars Alberto Contador (2007 en 2009), Chris Froome (2013) en Vincenzo Nibali (2014), en de Colombiaan Nairo Quintana (tweede plaats Ronde van Frankrijk 2013 en winnaar Ronde van Italië 2014). Ook van de Fransen werd veel verwacht. Jean-Christophe Péraud, Thibaut Pinot en Romain Bardet eindigden vorig jaar respectievelijk 2de, 3de en 6de. Als andere kandidaten voor een hoge positie werden onder meer Tejay van Garderen, Joaquim Rodriguez, Alejandro Valverde , Richie Porte en Bauke Mollema beschouwd.

## Deelnemende ploegen
| 17 UCI World Tour-ploegen | 17 UCI World Tour-ploegen | 17 UCI World Tour-ploegen | 5 wildcards                  |
| ------------------------- | ------------------------- | ------------------------- | ---------------------------- |
| AG2R La Mondiale          | Giant-Alpecin             | Movistar                  | Bora-Argon 18                |
| Astana                    | IAM Cycling               | Orica-GreenEdge           | Bretagne-Séché Environnement |
| BMC Racing Team           | Katjoesja                 | Team Sky                  | Cofidis Solutions Crédits    |
| Cannondale-Garmin         | Lampre-Merida             | Tinkoff-Saxo              | MTN-Qhubeka                  |
| Etixx-Quick Step          | LottoNL-Jumbo             | Trek Factory Racing       | Team Europcar                |
| FDJ                       | Lotto Soudal              |                           |                              |
|                           |                           |                           |                              |
|                           |                           |                           |                              |

## Etappe-overzicht
| Datum   | Etappe         | Start-Finish                                          | Afstand (in km) | Type                  | Winnaar                                                                                              | Ploeg                                                                                                | Klassementsleider |
| ------- | -------------- | ----------------------------------------------------- | --------------- | --------------------- | --- | --- | ----------------- |
| 4 juli  | 1              | Utrecht                                               | 13,7            | Individuele tijdrit   | Rohan Dennis                                                                                         | BMC Racing Team                                                                                      | Rohan Dennis      |
| 5 juli  | 2              | Utrecht - Zeeland (Neeltje Jans)                      | 166             | Vlakke rit            | André Greipel                                                                                        | Lotto Soudal                                                                                         | Fabian Cancellara |
| 6 juli  | 3              | Antwerpen - Muur van Hoei                             | 159,5           | Heuvelrit             | Joaquim Rodríguez                                                                                    | Katjoesja                                                                                            | Chris Froome      |
| 7 juli  | 4              | Seraing - Cambrai                                     | 223,5           | Vlakke rit (kasseien) | Tony Martin                                                                                          | Etixx-Quick Step                                                                                     | Tony Martin       |
| 8 juli  | 5              | Arras - Amiens                                        | 189,5           | Vlakke rit            | André Greipel                                                                                        | Lotto Soudal                                                                                         | Tony Martin       |
| 9 juli  | 6              | Abbeville - Le Havre                                  | 191,5           | Vlakke rit            | Zdeněk Štybar                                                                                        | Etixx-Quick Step                                                                                     | Tony Martin       |
| 10 juli | 7              | Livarot - Fougères                                    | 190,5           | Vlakke rit            | Mark Cavendish                                                                                       | Etixx-Quick Step                                                                                     | Chris Froome      |
| 11 juli | 8              | Rennes - Mûr-de-Bretagne                              | 181,5           | Heuvelrit             | Alexis Vuillermoz                                                                                    | AG2R La Mondiale                                                                                     | Chris Froome      |
| 12 juli | 9              | Vannes - Plumelec                                     | 28              | Ploegentijdrit        | BMC Racing Team (Van Garderen, Caruso, Dennis, Oss, Quinziato, Sánchez, Schär, Van Avermaet en Wyss) | BMC Racing Team (Van Garderen, Caruso, Dennis, Oss, Quinziato, Sánchez, Schär, Van Avermaet en Wyss) | Chris Froome      |
| 13 juli | Rustdag in Pau | Rustdag in Pau                                        | Rustdag in Pau  | Rustdag in Pau        | Rustdag in Pau                                                                                       | Rustdag in Pau                                                                                       | Rustdag in Pau    |
| 14 juli | 10             | Tarbes - La Pierre Saint-Martin                       | 167             | Bergrit               | Chris Froome                                                                                         | Team Sky                                                                                             | Chris Froome      |
| 15 juli | 11             | Pau - Cauterets                                       | 188             | Bergrit               | Rafał Majka                                                                                          | Tinkoff-Saxo                                                                                         | Chris Froome      |
| 16 juli | 12             | Lannemezan - Plateau de Beille                        | 195             | Bergrit               | Joaquim Rodríguez                                                                                    | Katjoesja                                                                                            | Chris Froome      |
| 17 juli | 13             | Muret - Rodez                                         | 198,5           | Heuvelrit             | Greg Van Avermaet                                                                                    | BMC Racing Team                                                                                      | Chris Froome      |
| 18 juli | 14             | Rodez - Mende                                         | 178,5           | Heuvelrit             | Steve Cummings                                                                                       | MTN-Qhubeka                                                                                          | Chris Froome      |
| 19 juli | 15             | Mende - Valence                                       | 183             | Heuvelrit             | André Greipel                                                                                        | Lotto Soudal                                                                                         | Chris Froome      |
| 20 juli | 16             | Bourg-de-Péage - Gap                                  | 201             | Heuvelrit             | Rubén Plaza                                                                                          | Lampre-Merida                                                                                        | Chris Froome      |
| 21 juli | Rustdag in Gap | Rustdag in Gap                                        | Rustdag in Gap  | Rustdag in Gap        | Rustdag in Gap                                                                                       | Rustdag in Gap                                                                                       | Rustdag in Gap    |
| 22 juli | 17             | Digne-les-Bains - Pra Loup                            | 161             | Bergrit               | Simon Geschke                                                                                        | Team Giant-Alpecin                                                                                   | Chris Froome      |
| 23 juli | 18             | Gap - Saint-Jean-de-Maurienne                         | 186,5           | Bergrit               | Romain Bardet                                                                                        | AG2R La Mondiale                                                                                     | Chris Froome      |
| 24 juli | 19             | Saint-Jean-de-Maurienne - La Toussuire (Les Sybelles) | 138             | Bergrit               | Vincenzo Nibali                                                                                      | Astana Pro Team                                                                                      | Chris Froome      |
| 25 juli | 20             | Modane - Alpe d'Huez                                  | 110,5           | Bergrit               | Thibaut Pinot                                                                                        | FDJ                                                                                                  | Chris Froome      |
| 26 juli | 21             | Sèvres - Parijs (Champs-Élysées)                      | 109,5           | Vlakke rit            | André Greipel                                                                                        | Lotto Soudal                                                                                         | Chris Froome      |

## Klassementsleiders na elke etappe
| Etappe 0       | Algemeen klassement | Puntenklassement | Bergklassement       | Jongerenklassement | Ploegenklassement  | Strijdlust          |
| -------------- | ------------------- | ---------------- | -------------------- | ------------------ | ------------------ | ------------------- |
| 1              | Rohan Dennis        | Rohan Dennis1    | niet uitgereikt      | Rohan Dennis2      | Team LottoNL-Jumbo | niet uitgereikt     |
| 2              | Fabian Cancellara   | André Greipel    | niet uitgereikt      | Tom Dumoulin       | BMC Racing Team    | Michał Kwiatkowski  |
| 3              | Chris Froome        | André Greipel    | Joaquim Rodríguez    | Peter Sagan 4      | BMC Racing Team    | Jan Bárta           |
| 4              | Tony Martin3        | André Greipel    | Joaquim Rodríguez    | Peter Sagan 4      | BMC Racing Team    | Vincenzo Nibali     |
| 5              | Tony Martin3        | André Greipel    | Joaquim Rodríguez    | Peter Sagan 4      | BMC Racing Team    | Michael Matthews    |
| 6              | Tony Martin3        | André Greipel    | Daniel Teklehaimanot | Peter Sagan 4      | BMC Racing Team    | Perrig Quéméneur    |
| 7              | Chris Froome        | André Greipel    | Daniel Teklehaimanot | Peter Sagan 4      | BMC Racing Team    | Anthony Delaplace   |
| 8              | Chris Froome        | Peter Sagan      | Daniel Teklehaimanot | Peter Sagan 4      | BMC Racing Team    | Bartosz Huzarski    |
| 9              | Chris Froome        | Peter Sagan      | Daniel Teklehaimanot | Peter Sagan 4      | BMC Racing Team    | niet uitgereikt     |
| 10             | Chris Froome        | André Greipel    | Chris Froome5        | Nairo Quintana     | Team Sky           | Kenneth Vanbilsen   |
| 11             | Chris Froome        | Peter Sagan      | Chris Froome5        | Nairo Quintana     | Team Sky           | Daniel Martin       |
| 12             | Chris Froome        | Peter Sagan      | Chris Froome5        | Nairo Quintana     | Team Movistar      | Michał Kwiatkowski  |
| 13             | Chris Froome        | Peter Sagan      | Chris Froome5        | Nairo Quintana     | Team Movistar      | Thomas De Gendt     |
| 14             | Chris Froome        | Peter Sagan      | Chris Froome5        | Nairo Quintana     | Team Movistar      | Pierre-Luc Périchon |
| 15             | Chris Froome        | Peter Sagan      | Chris Froome5        | Nairo Quintana     | Team Movistar      | Peter Sagan         |
| 16             | Chris Froome        | Peter Sagan      | Chris Froome5        | Nairo Quintana     | Team Movistar      | Peter Sagan         |
| 17             | Chris Froome        | Peter Sagan      | Chris Froome5        | Nairo Quintana     | Team Movistar      | Simon Geschke       |
| 18             | Chris Froome        | Peter Sagan      | Joaquim Rodríguez    | Nairo Quintana     | Team Movistar      | Romain Bardet       |
| 19             | Chris Froome        | Peter Sagan      | Romain Bardet        | Nairo Quintana     | Team Movistar      | Pierre Rolland      |
| 20             | Chris Froome        | Peter Sagan      | Chris Froome6        | Nairo Quintana     | Team Movistar      | Alexandre Geniez    |
| 21             | Chris Froome        | Peter Sagan      | Chris Froome6        | Nairo Quintana     | Team Movistar      | niet uitgereikt     |
| Eindklassement | Chris Froome        | Peter Sagan      | Chris Froome         | Nairo Quintana     | Team Movistar      | Romain Bardet       |

- 1 De groene trui werd in de tweede etappe gedragen door Tony Martin die tweede stond achter Dennis.
- 2 De witte trui werd in de tweede etappe gedragen door Tom Dumoulin die tweede stond achter Dennis.
- 3 De gele trui werd in de zevende etappe niet gedragen aangezien de klassementsleider Martin niet van start ging in die etappe.
- 4 De witte trui werd in de negende etappe gedragen door Warren Barguil en in de tiende etappe door Nairo Quintana die tweede stonden achter Sagan.
- 5 De bolletjestrui werd in de tiende, elfde en twaalfde etappe gedragen door Richie Porte, en in de dertiende tot en met achttiende etappe door Joaquim Rodríguez die tweede stonden achter Froome.
- 6 De bolletjestrui werd in de eenentwintigste etappe gedragen door Romain Bardet die derde stond achter Froome en Quintana.

## Algemeen klassement
| Rang | Renner             | Ploeg               | Tijd      |
| ---- | ------------------ | ------------------- | --------- |
|      | Chris Froome       | Team Sky            | 84u46'14" |
| 2    | Nairo Quintana     | Movistar Team       | + 1'12"   |
| 3    | Alejandro Valverde | Movistar Team       | + 5'25"   |
| 4    | Vincenzo Nibali    | Astana Pro Team     | + 8'36"   |
| 5    | Alberto Contador   | Tinkoff-Saxo        | + 9'48"   |
| 6    | Robert Gesink      | Team LottoNL-Jumbo  | + 10'47"  |
| 7    | Bauke Mollema      | Trek Factory Racing | + 15'14"  |
| 8    | Mathias Frank      | IAM Cycling         | + 15'39"  |
| 9    | Romain Bardet      | AG2R La Mondiale    | + 16'00"  |
| 10   | Pierre Rolland     | Team Europcar       | + 17'30"  |

## Opgaves
- De Nederlander Tom Dumoulin moest opgeven in de derde etappe na een valpartij.
- De Fransman William Bonnet moest opgeven in de derde etappe na een valpartij.
- De Australiër Simon Gerrans moest opgeven in de derde etappe na een valpartij.
- De Rus Dmitri Kozontsjoek moest opgeven in de derde etappe na een valpartij.
- De Zwitser Fabian Cancellara startte niet meer in de vierde etappe na een valpartij in de derde etappe.
- De Zuid-Afrikaan Daryl Impey startte niet meer in de vierde etappe na een valpartij in de derde etappe.
- De Duitser Andreas Schillinger startte niet meer in de vierde etappe na ziekte.
- De Fransman Nacer Bouhanni moest opgeven in de vijfde etappe na een valpartij.
- De Nieuw-Zeelander Jack Bauer moest opgeven in de vijfde etappe na een valpartij.
- De Zwitser Michael Albasini startte niet meer in de zesde etappe na een valpartij in de vijfde etappe.
- De Duitser Tony Martin startte niet meer in de zevende etappe na een valpartij in de zesde etappe.
- De Nieuw-Zeelander Greg Henderson startte niet meer in de zevende etappe door de gevolgen van een valpartij in de derde etappe.
- De Italiaan Luca Paolini werd door zijn ploeg Katjoesja na de zevende etappe uit koers genomen, nadat hij werd betrapt op het verboden middel cocaïne.
- De Italiaan Ivan Basso verliet de ronde op de eerste rustdag vanwege de ontdekking van teelbalkanker bij de renner.
- De Nederlander Lars Boom startte niet meer in de tiende etappe wegens ziekte.
- De Duitser Dominik Nerz gaf op tijdens de elfde etappe.
- De Italiaan Daniele Bennati gaf op tijdens de elfde etappe na een valpartij.
- De Belg Johan Vansummeren gaf op tijdens de elfde etappe door de gevolgen van een valpartij in de derde etappe.
- De Luxemburger Ben Gastauer gaf op tijdens de elfde etappe.
- De Est Rein Taaramäe gaf op tijdens de elfde etappe.
- De Portugees Rui Costa gaf op tijdens de elfde etappe.
- De Brit Alex Dowsett gaf op tijdens de twaalfde etappe.
- De Australiër Zakkari Dempster gaf op tijdens de twaalfde etappe.
- De Zwitser Steve Morabito gaf op tijdens de veertiende etappe.
- De Nederlander Ramon Sinkeldam gaf op tijdens de veertiende etappe.
- De Argentijn Eduardo Sepúlveda werd gediskwalificeerd tijdens de veertiende etappe.
- De Nederlander Sebastian Langeveld gaf op tijdens de vijftiende etappe.
- De Belg Greg Van Avermaet ging niet meer van start in de zestiende etappe wegens de nakende geboorte van zijn eerste kind.
- De Brit Peter Kennaugh gaf op tijdens de zestiende etappe.
- De Luxemburger Laurent Didier startte niet meer in de zeventiende etappe wegens ziekte.
- De Fransman Jérôme Coppel gaf op tijdens de zeventiende etappe.
- De Australiër Nathan Haas gaf op tijdens de zeventiende etappe.
- De Amerikaan Tejay van Garderen gaf op tijdens de zeventiende etappe wegens ziekte.
- De Ier Sam Bennett gaf op tijdens de zeventiende etappe.
- De Pool Michał Kwiatkowski gaf op tijdens de zeventiende etappe.
- De Zuid-Afrikaan Louis Meintjes ging niet meer van start in de achttiende etappe.
- De Australiër Mark Renshaw gaf op tijdens de achttiende etappe.
- De Deen Michael Valgren gaf op in de negentiende etappe.